# Walter Geissberger
Walter Geissberger, Pseudonym Capra montes (* 18. März 1947 in Bern), ist ein Schweizer Bildender Künstler und Kunstpädagoge. Sein Werk umfasst vor allem Objektkunst, Zeichnungen und Skulpturen.

## Leben und Werk
Walter Geissberger absolvierte eine Lehre als Fernmelde- und Elektronikapparatemonteur. 1969 entschloss er sich für die Künstlerlaufbahn. In der Folge arbeitete er, wenn es finanziell erforderlich war, auf seinem erlernten Beruf. Später erlernte Geissberger während zwei Jahren die Bildhauerei bei Peter Travaglini. Danach besuchte er den Vorkurs an der Kunstgewerbeschule Bern und erhielt über Travaglini eigene Aufträge oder konnte diese selber akquirieren. Später übernahm Geissberger an der Schule für Gestaltung in Bern den Zeichenunterricht bei den Reprofotografen und ein Jahr später unterrichtete er als Klassenlehrer im Vorkurs.
Geissberger erhielt 1985 den Bärendreck-Preis. Seine Werke stellte er in Einzel- und Gruppenausstellungen aus.
Walter Geissberger hat drei erwachsene Kinder, lebt und arbeitet in Rüfenacht bei Bern.

## Aktionen und Ausstellungen im «Schaulager Capramontes»
- 2013; Paul Lascaux; Lesung aus «Müller und Himmel»
- 2018; «Arche NO ah», Ausstellung mit 41 befreundeten Künstlern wie Rudolf Mumprecht, Markus Raetz, Chantal Michel, Hans Ulrich Siegenthaler, Walter Kretz, Meret Oppenheim und Claude Kuhn
- 2019; Peter Lehner – Eine Hommage. Hans Ulrich Siegenthaler (Elektronik und Gitarre), Walter Kretz (Geige)